# ビブレ
- イオングループ > イオングループの商業ブランド > ビブレ
- イオングループ > イオンモール > OPA > ビブレ
- マイカル > ビブレ

ビブレ（VIVRE）は、イオンモールおよびOPAが運営するファッションビル。派生ブランドとして、イオンリテールが運営するライフスタイル提案ストアビブレジーン（VIVRE GENE）も存在する。
元はニチイにより展開されたファッションビルで、2011年（平成23年）3月1日にイオンリテールの運営、2016年3月1日にOPAの運営、2021年3月1日にイオンモールの運営となって現在に至る。イオングループの他業態と比べて若者向けの店舗構成を特徴とする。
旧マイカルが展開していた業態の中では唯一現存している業態である。
ブランド名はフランス語で「生きる」を意味する「VIVRE」を元に命名された。

## 沿革

### ビブレの誕生
ニチイは、1979年（昭和54年）4月に都心部の5店舗を活性化するために「第五事業部（後のビブレ事業本部）」を設置した。この5店舗とは、三宮・河原町・横浜・岡山・天神で、三宮・河原町の2店舗は黒字であったが業績が伸び悩んでおり、横浜・岡山・天神の3店舗は完全な赤字店舗だった。

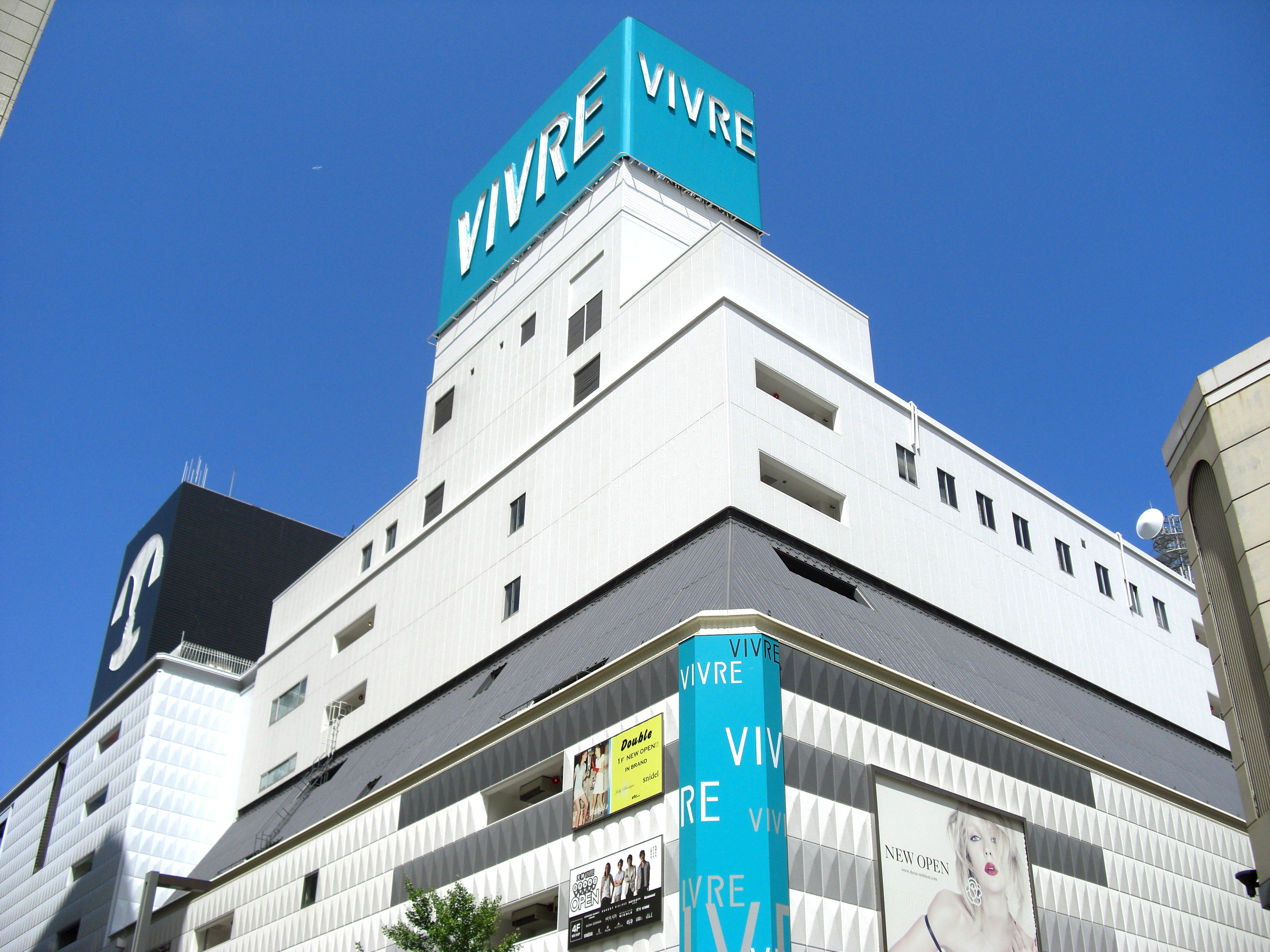
天神ビブレの外観（2008年8月撮影）

こうした背景のもと、1982年（昭和57年）3月30日、福岡市天神に1号店として「天神VIVRE21」を開店した。
従来は総合スーパー「ニチイ」として営業していたが、競合店の存在（岩田屋や天神コア・ダイエーなど）、都心立地による客層のミスマッチが原因の売り上げ低迷、ニチイとしての個性を発揮できなかった等といった数々のマイナス要因を打開するため、のちにマイカルという社名の語源ともなった「ヤングマインド」を旗印に大幅に改装。若者に照準を絞った店舗とした。しかし、天神VIVRE21は地元の有力百貨店である岩田屋の影響力が強い場所での出店であったため、百貨店などと同じブランドを集めても売れ筋商品があまり回されなかったことなどが影響して失敗し、開業当初は狙った20代の若年層を集客できず、業態転換初年度の売上げはニチイ時代を大きく下回る結果に終わった。
そこで、当時人気が出始めていたDCブランドを中心とした品揃えへ転換を図り、1982年（昭和57年）11月に大幅な改装を行って多くのDCブランドのインショップを導入、当初の狙いであった流行に敏感な若者を引き付けることに成功した。
2号店として1983年（昭和58年）4月に業態転換した河原町VIVRE21は、店舗面積が狭いことから衣料品主体という点では天神と同じであったものの、インテリア用品やスポーツ用品などの売り場を設けず、事前のマーケティングで要望の強かった音楽関連に力を入れ、5階にレコード店を入れたほか、6階には最新機器を備えた演劇や映画上映ができるホールとバンドが練習できるレンタルスタジオ、KBS京都と連携したサテライトスタジオなどを備えた「メディアステーション」と称するフロアを設けるなど、非物販にも力を入れた店舗構成で大学生の多い京都の町にふさわしい店舗を目指した。また「ビブレクラブ」という会員組織を作り、近隣の飲食店や映画館、各種教室など様々な施設で割引特典を設けた。店舗内に留まらない仕掛けを施したことにより、河原町店は開業当初から軌道に乗せることに成功した。
1984年（昭和59年）11月16日には、ビブレ4店目で既存店舗の業態転換ではなく初の新規出店となる旗艦店舗「原宿VIVRE21」 を若者の街原宿の表参道に開業し、4階に会員制スポーツクラブ「エグザス」と美容室、5階にテラス・レストランとレコーディング・スタジオを入居させるなど、店舗面積のうち約40%を非物販に当てるなど非物販重視の店舗戦略を一段と推し進め、非物販部門の持つ集客力と物販部門が相乗効果を発揮して売上を順調に伸ばすことに成功した。
こうした店舗戦略を展開した結果、従来の総合スーパーのニチイとは全く異なった、ファッションなどへの関心の高い若者層に向けた店舗形態として、顧客の若者や仕入れ先であるアパレルメーカーに認知させることに成功し、ビブレは新業態として軌道に乗ることになった。

### 多店化の進展
先述した3店舗のほか、三宮ビブレや横浜ビブレ、岡山ビブレといった第五事業部（後のビブレ事業本部）に属していた店舗の業態転換による出店を行った。それだけでなく、高松店などそれ以外の店舗も業態転換して店舗数を増やし、2001年（平成13年）1月末にはグループ全体で北海道1店舗、東北8店舗、関東6店舗、近畿12店舗、中・四国3店舗、九州2店舗の計32店舗まで店舗網を拡大した。
これらの店舗網の中には、1990年（平成2年）9月に百貨店連合とビブレ事業本部とが業務提携して1998年（平成10年）2月にダックビブレに社名変更し、同社が運営する店舗が日本百貨店協会に加盟したまま「ビブレ」を名乗った ものも含まれていた。
また、小樽 や桑名、茨木、明石などマイカルが展開した大型ショッピングセンターであるマイカルタウン内にも出店した。

### 業態の不明確化
マイカルタウンではビブレ、サティの双方が核店舗として出店したが、マイカル明石内における明石サティと明石ビブレのように、双方に食品売場が開設される など、併存するサティとの差別化が図れなくなる面も生じることになった。なお、明石ビブレ側はのちに直営の食品売場を廃止して専門店街「ビブレキッチン」とした。
また、新百合ヶ丘ビブレ、橋本ビブレ、厚木ビブレ、北千里ビブレ、北大路ビブレなどの郊外型店舗では、主要顧客層が主婦や家族連れ中心であった。北大路ビブレは開業時には食品売場を含むフルラインの売場構成であったが、2012年（平成12年）に直営の食品売場を廃止し、食品スーパー「KOHYO」の店舗として新装開業している。また、百貨店業態のダックビブレ も増えるなど、20歳代を主要顧客層とする ビブレのコンセプトから離れた店舗も増え、業態は不明確化することになった。

### 店舗網の再編
マイカルが経営再建に取り組む渦中でビブレの店舗網も見直されることになった。2000年（平成12年）10月22日に原宿表参道ビブレを閉店し、同年11月に跡地を三菱商事へ売却した。また、マイカルタウン内の店舗では直営部分を減らして外部テナントを大胆に導入するとともに、主婦や家族連れが中心顧客である店舗は総合スーパーのサティへの転換が進められることになった。
しかし、ビブレのサティへの業態転換が進む前の2001年（平成13年）9月14日、マイカルが民事再生法を申請して事実上経営破綻したため、この業態転換の第1号店となる橋本ビブレのサティへ業態転換はマイカル経営破綻後となった。
またそれに連鎖して、ダックビブレも東京地方裁判所に民事再生法の適用申請をして事実上破綻し、2002年（平成14年）2月28日に日本政策投資銀行や取引先の企業約10社などの出資で企業再建ファンドを設立した。資本金をいったん100%減資後にそこから出資を受ける形で再建を目指す方針を発表した。同年5月に再生計画案が債権者集会で可決されて裁判所から認可を受け、日本政策投資銀行や青森店などの大家である不動産会社の武田（青森市）など15の地元企業・団体が11億7800万円を出資して事業再生に乗り出した。
それにともない、ダックビブレは「さくら野百貨店」へ屋号を変更した。髙島屋からの支援を受けてマイカルグループから離脱し独立資本の百貨店として営業することになり、同社の店舗は「ビブレ」ではなくなった。
こうしたマイカルの破綻と再建の過程で、サティへの転換やさくら野百貨店の離脱、店舗閉鎖などでビブレ業態の店舗は減少することになった。

### イオングループとしての展開
イオンの支援で再建を果たしたマイカルは、イオングループのショッピングセンター内にビブレを出店するようになり、2006年（平成18年）9月23日には経営再建後のビブレ新規出店1号店としてイオンモール福岡（当時の「ダイヤモンドシティ・ルクル」）内に福岡東ビブレを開業。同年春から「ワタシっぽく。」という新たなキャッチフレーズを導入している。2008年（平成20年）10月にはイオンレイクタウンの「KAZE（イオンモール運営）」内に核店舗の一つとして越谷レイクタウンビブレをオープンした。
2011年（平成23年）3月1日、運営元のマイカルがイオンリテールに吸収合併されたのに伴い、イオンリテールが運営するファッション専門店「フォーラス」と事業を統合し「ビブレ・フォーラス事業本部」を発足。これにより、イオンリテールのファッション専門店は「ビブレ」と「フォーラス」の2ブランド体制で展開され、今後は事業本部内に設置された「ビブレ事業部」にて展開されることとなった。マイカルが運営していた「サティ」がマイカルとイオンリテールの合併で「イオン」と店舗ブランドを統一したことにより、「ビブレ」はニチイ→マイカル時代からの店舗ブランドで唯一残ったブランド名となった。
2011年（平成23年）11月3日より越谷レイクタウンビブレを改装し、新業態「ビブレジーン (VIVRE GENE) 」を展開。2013年（平成25年）3月15日には福岡東ビブレが、2015年（平成27年）9月15日には橿原ビブレが、同年10月17日には筑紫野ビブレがそれぞれビブレジーンへとリニューアルしている。主にイオンモール内にテナント出店する店舗が転換されているが、2014年（平成26年）以降はイオンモール内への新規出店による展開もされている。
2014年（平成26年）に入り、香川県の宇多津ビブレと岡山県の岡山ビブレを順次閉店したことで、中国・四国地方から撤退した。また、2015年（平成27年）には、旧マイカルタウン内にあった三重県の桑名ビブレと大阪府の茨木ビブレの営業を終了している。
2016年（平成28年）3月1日、イオンリテールの「ビブレ・フォーラス事業本部」が同日にイオンモールの完全子会社となったOPA（旧法人）へ統合された。
2019年（令和元年）には三宮ビブレが、2018年4月27日より旧店舗（同年2月28日閉店）から移転する形で入居していた三宮オーパへ8月23日に改称・統合されたほか、10月には愛知県の名古屋ワンダーシティビブレを名古屋mozoオーパへリニューアルオープンする等、ビブレからオーパへのブランド転換も行われるようになっている。

#### イオンモールへの運営移管
イオンモールは2021年（令和3年）3月1日に、都市型SC事業の組織再編により同社を存続会社とした上で、（旧）OPA（以下、旧社）を吸収合併する形で解散した。
この再編により、旧社が運営していたコミュニティ型店舗および都市型店舗の一部の運営管理会社が変更となり、旧社が運営していたOPA5店舗、フォーラス2店舗、横浜ビブレの計8店舗は同日付でイオンモールが旧社の吸収合併にあわせて新たに設立された2代目法人の「OPA」に、一方のビブレ4店舗（関連店舗含む）、オーパ10店舗の計14店舗はイオンモールにそれぞれ継承された。これにより、横浜ビブレのみOPA（2代目）の運営となった一方、それ以外の4店舗はイオンモールが運営している。
イオンモールによるビブレの運営管理会社の分割再編により旧社から同社への運営に継承された店舗のうち、「横浜ワールドポーターズ」（ワールドポーターズビブレ、神奈川県横浜市中区）については2019年8月付けで、当時同施設の運営・管理・開発を担っていた横浜インポートマートの株主を旧社より取得しイオンモールの筆頭株主かつ同社の連結子会社となった。これにより同月以降はイオンモールが運営、横浜インポートマートが引き続き施設の所有者をそれぞれ2025年（令和7年）2月28日まで担当した。
その後、同年3月1日にイオンモールとともに前述の「ワールドポーターズ」の管理・運営及び開発を担っていた横浜インポートマートがイオンモールへの吸収合併により解散、これにより1995年のマイカル時代に同施設が開業された当初から30年間にわたり続いてきた横浜インポートマートの歴史に幕を閉じ、同日以降の横浜ワールドポーターズの管理・運営及び開発はイオンモールに継承、同社の直営店舗として施設運営を行っている。

## 名称とロゴマーク

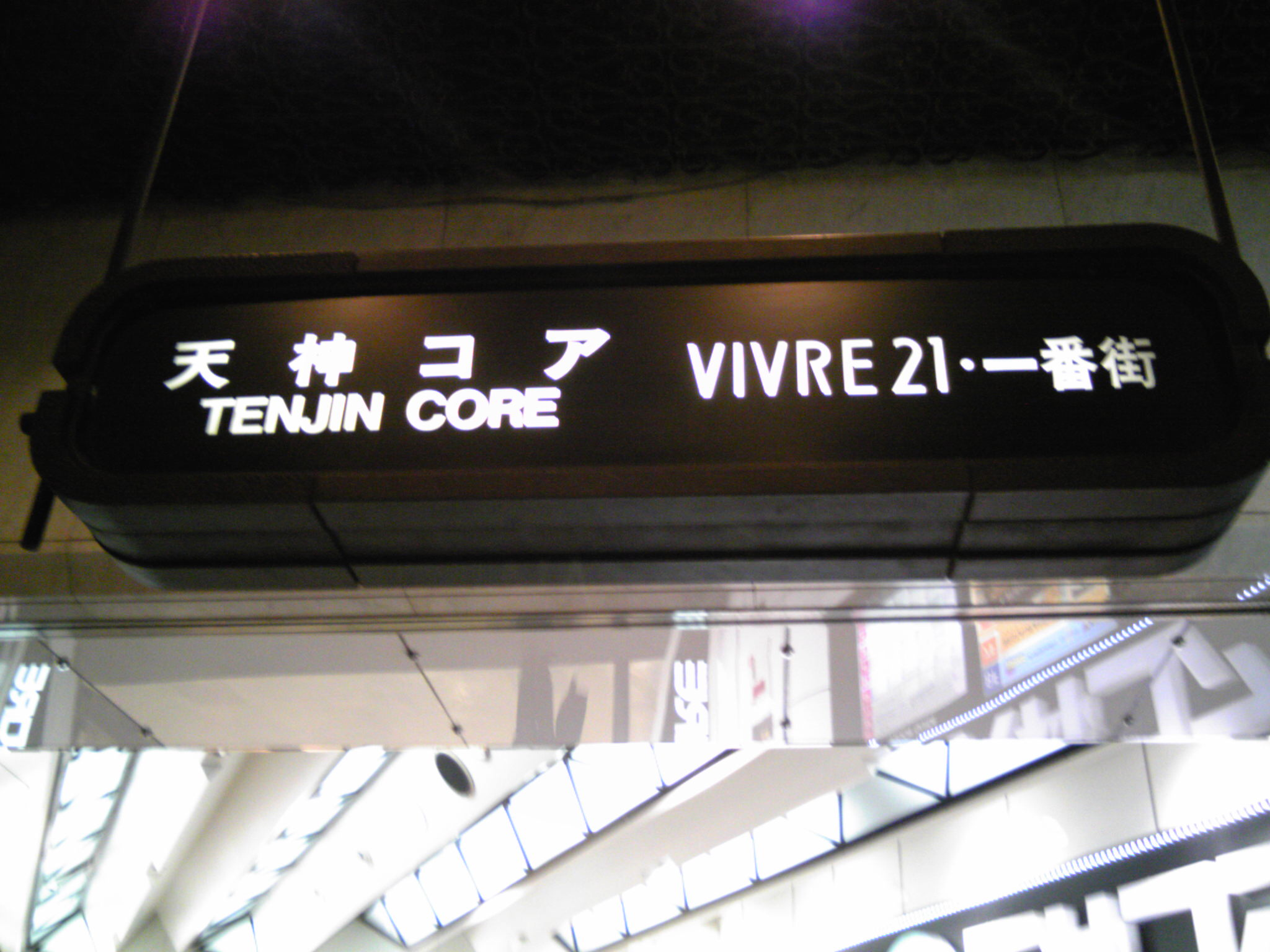
VIVRE21の表記（2代目ロゴ）が入っている天神地下街の入口看板
2012年11月頃、別の看板に差し替えられたが、2014年に看板ごと撤去されたため現存しない。

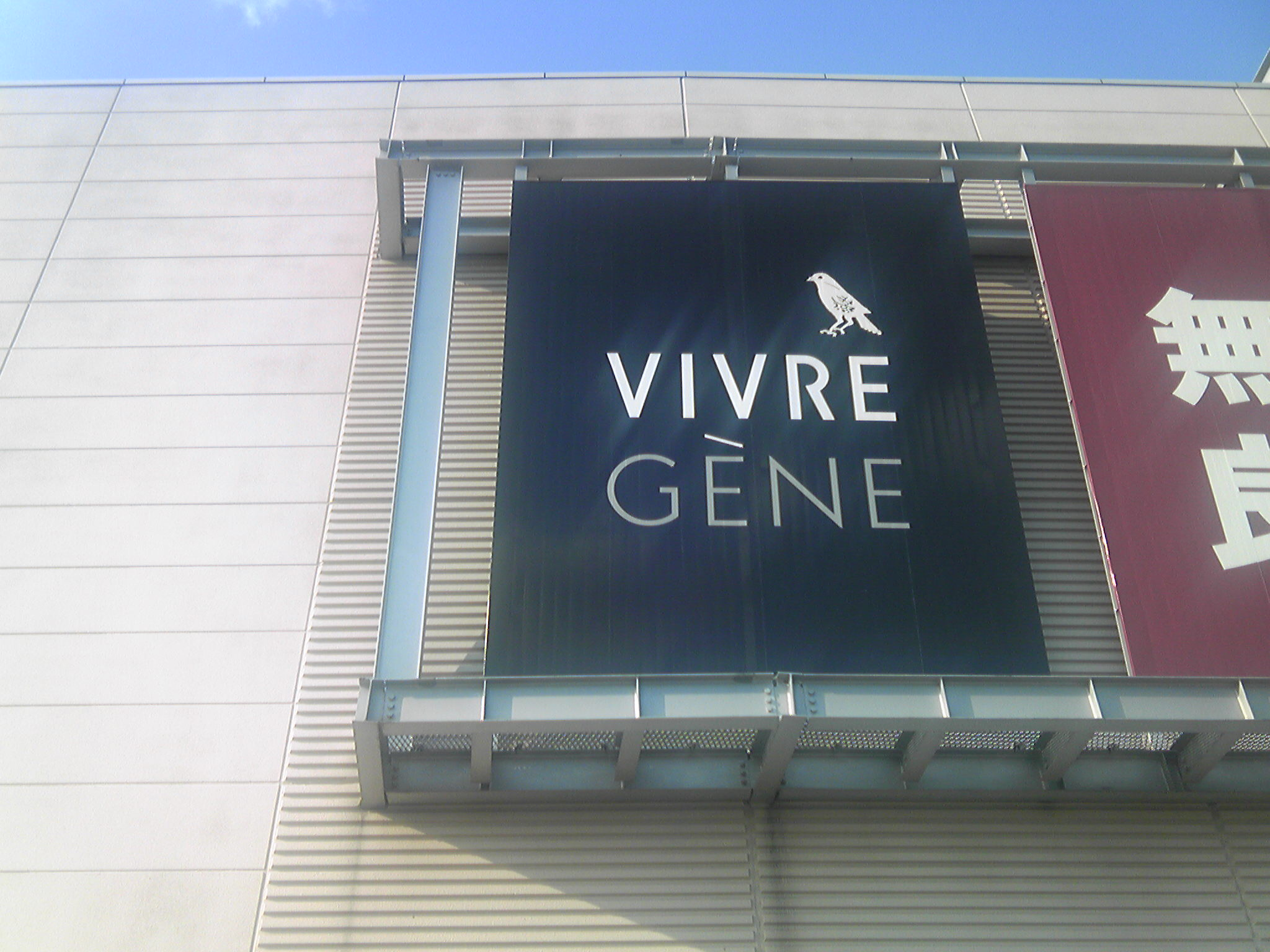
VIVRE GÈNEの看板
（イオンモール福岡にて撮影）

ビブレとは、生きる・暮らすという意味を持つフランス語の単語vivre（日本語の発音ではビブルのほうが近い）を語源としている。
ロゴマーク
- 初代 - ピンク色や緑色（ペパーグリーン・2代目・3代目と同色）などで「vivre21」と小文字で書かれていた。
- 2代目 - 白地に緑系の色（またはその逆）で「VIVRE21」と書かれ、文字が小文字から大文字になった。
- 3代目 - 色の配色は同じだが「21」の文字が削除され単に「VIVRE」となった。2010年代には改装によって黒基調（横浜）、あるいは白文字のみ（北大路、三宮）の表示になった店舗もある。
- VIVRE GENE - 正式な表記は「VIVRE GÈNE」で、黒が基調となり、鳥のロゴマークのある独自のロゴとなっている。

## 現行店舗
2022年（令和4年）6月時点で、イオンモールおよびOPAが運営するファッションビル・ショッピングセンターとしてのビブレは、関東地方で1店舗、近畿地方で1店舗を展開する。
イオンリテールビブレショップ事業部が運営するライフスタイル提案ストア（モール内専門店）としてのVIVRE GENEは関東地方で3店舗、近畿地方で1店舗、九州地方で1店舗を展開する。

### ビブレ
- 横浜ビブレ - 1978年（昭和53年）10月6日にニチイ横浜ショッピングデパートとして開店[32]。1985年（昭和60年）4月、ビブレに業態転換。ビブレで唯一のOPA運営の店舗。
- 明石ビブレ（兵庫県明石市） - マイカル明石内に1997年（平成9年）10月23日に開店[16]。マイカル明石は2011年（平成23年）3月1日にイオン明石ショッピングセンターに改称した[2]。

### VIVRE GENE
- VIVRE GENE 土浦 - 2016年（平成28年）4月28日、イオンモール土浦内にオープン。
- VIVRE GENE ユーカリが丘 - 2016年（平成28年）6月10日、イオンタウンユーカリが丘内にオープン。
- VIVRE GENE 新百合ヶ丘 - 2024年（令和6年）5月31日、イオンスタイル新百合ヶ丘内にオープン。同施設には約6年ぶりの再出店となった。
- VIVRE GENE 橿原 - 2008年（平成20年）11月25日、イオンモール橿原が新棟を建設して新装開業し[33]、その際に橿原ビブレとして出店した[34]。2015年（平成27年）9月19日、VIVRE GENEに転換。
- VIVRE GENE 福岡 - ダイヤモンドシティ・ルクル（旧：イオンモール福岡ルクルを経て現・イオンモール福岡）内に2006年（平成18年）9月23日、福岡東ビブレとして開店[27]。2013年（平成25年）3月15日、VIVRE GENEに転換。

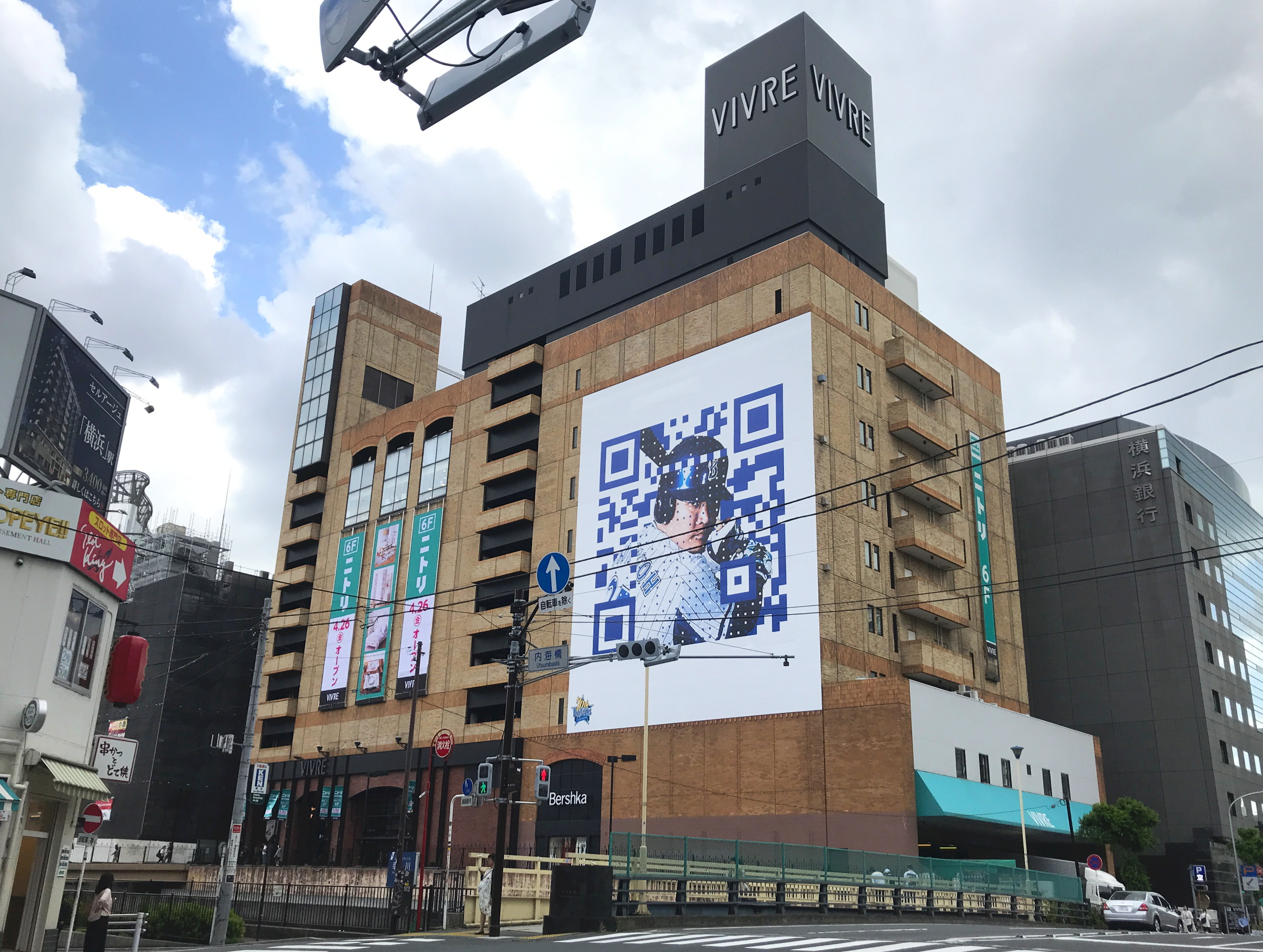
横浜ビブレ
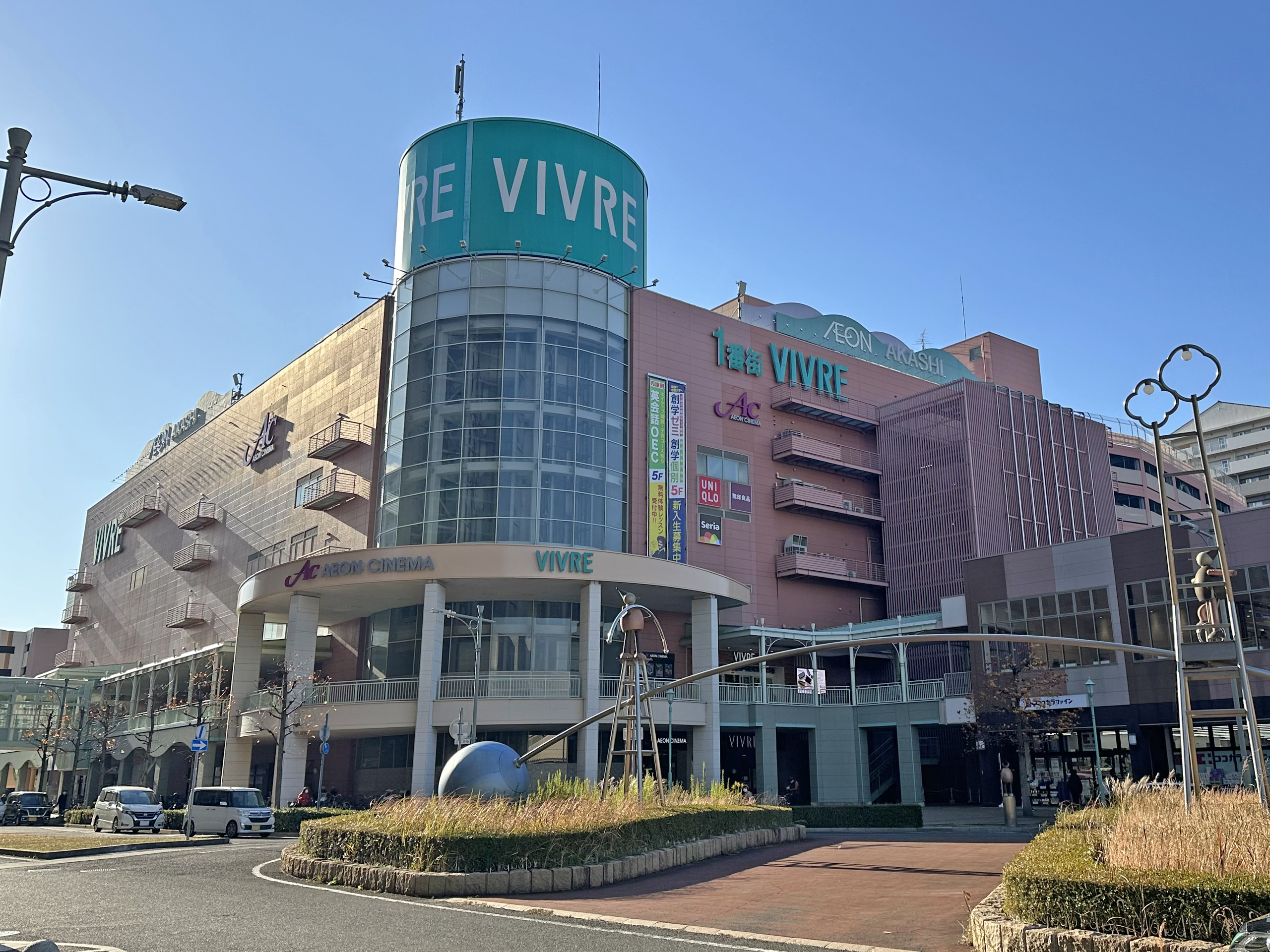
明石ビブレ

## 過去に存在した店舗
- 旧ダックビブレの店舗については後述する。
- マイカルによって運営されていた2011年3月以前の閉鎖店舗については過去に存在したマイカルの店舗を参照。

### 関東地方
東京都
- VIVRE GENE 多摩平の森（2014年（平成26年）11月20日開店 - 2017年（平成29年）1月31日閉店） 日野市多摩平2丁目4-1
イオンモール多摩平の森内にオープンした店舗であった。

神奈川県
- ワールドポーターズビブレ　横浜市中区新港2丁目2-1
横浜ワールドポーターズ内に1999年（平成11年）9月10日に開店[35]、のちに前述の通り2025年（令和7年）3月1日付でイオンモール直営店舗に転換[31]。

埼玉県
- VIVRE GENE レイクタウン 埼玉県越谷市レイクタウン4丁目2-2
イオンレイクタウンkaze内に越谷レイクタウンビブレとして2008年（平成20年）10月2日開店。2011年（平成23年）11月3日、VIVRE GENEに転換。VIVRE GENEで唯一OPA→イオンモールによる運営となっていた。
イオンモールに運営を移管後、ホームページがイオンレイクタウンkazeに統合された。その後、公式には「ビブレ」を名乗らなくなり、ビブレ・OPAおよびイオンレイクタウンkazeの公式サイトからも削除された。ただし、イオングループの店舗一覧やイオンモールには現在も掲載されている。

群馬県
- 高崎ビブレ（1976年（昭和51年）3月開店[36] - 1986年（昭和61年）3月に初代高崎サティに業態転換[36] - 1996年（平成8年）3月に高崎ビブレに業態転換[36] - 2014年（平成26年）3月31日閉店[36]）高崎市八島町[37]46-1
高崎駅西口前に「ニチイ高崎店」として開店し、サティとビブレへ合計2度業態転換した[36]。
当店跡地のほかに西隣の[37] グランドホテル長谷川と高崎市が所有する日本通運跡地などを合わせた約7,400m2の敷地に高崎オーパが2017年（平成29年）10月13日に開業した[38][39]。

### 東海地方
三重県
- 桑名ビブレ（1995年（平成7年）3月24日開店[40] - 2015年（平成27年）2月1日閉店[41]）桑名市新西方1-22
1995年（平成7年）3月24日、マイカル桑名の3つの核店舗の1つとして開業した[40]。
旧マイカル桑名はイオン桑名SCとして営業していたが、2015年（平成27年）4月17日にイオンモール桑名として新装開店した[42]。

愛知県
- 名古屋ワンダーシティビブレ（2009年(平成21年)4月21日開店 - 2019年(平成31年)4月15日閉店）名古屋市西区二方町40
mozoワンダーシティ内に2009年（平成21年）4月21日に開業した。
同年（令和元年）10月18日に「オーパ」へブランド転換され、名古屋mozoオーパとしてリニューアルオープンした[43][44]。
- VIVRE GENE 常滑 （2015年（平成27年）12月4日 - 閉店時期不明）常滑市りんくう町2-20-3
イオンモール常滑内に出店していた。

### 近畿地方
京都府
- 北大路ビブレ（1995年（平成7年）3月10日開店[17] - 2022年（令和4年）6月23日閉店）京都市北区小山北上総町49番地1号
キタオオジタウン内の核店舗として開店[17]。2022年（令和4年）6月24日に「イオンモール北大路」に改称・リニューアルオープンされた。

大阪府
- 茨木ビブレ（2001年（平成13年）1月1日開店[45] - 2015年（平成27年）2月28日閉店）茨木市松ヶ本町8-30

奈良県
- 奈良ビブレ（元ニチイ奈良店:1968年（昭和43年）11月開店[46] - 1990年（平成2年）6月に奈良ビブレに業態転換[46] - 2013年（平成25年）1月20日閉店[47][46]。）奈良市小西町[47]27
近鉄奈良駅近くの[47] 小西通商店街にあり[48]、敷地面積約4,800m2[47] で地上4階・地下1階建て売場面積は約11,800m2の店舗だった[49]。

### 中国・四国地方
岡山県
- 岡山ビブレ（元ニチイ岡山店:1979年（昭和54年）6月開店[50] - 1986年（昭和61年）岡山ビブレに転換[51][52] - 2014年（平成26年）5月11日閉店[51]）岡山市北区幸町1-1
「ニチイ岡山店」を併設する形で開店し[50]、1986年（昭和61年）に「岡山ビブレ」として新装開店した。
地上4階地下1階建てのA館と地上5階地下1階建てのB館の2館で構成され、合わせて敷地面積約8,090m2に売り場面積約16,240m2の店舗で、最盛期の1997年度（平成9年）は売上高約100億円を上げていたが、約半分にまで減少したことなどを理由に閉店となった[51]。

香川県
- 宇多津ビブレ （1994年（平成6年）3月20日開店[53] - 2014年（平成26年）2月28日閉店[54]）綾歌郡宇多津町浜2-16
併設されていたホテル・温泉施設「ホテルリゾナーレ宇多津」も2002年（平成14年）1月に閉鎖された[55]
ゼンエーフーズが「ロイヤルプリンセス宇多津」として2002年（平成14年）7月1日に再開業したが[56]、約半年後の2003年（平成15年）2月末で閉鎖された[57]。
その後、地元の結婚式場運営会社の株式会社三貴商事が引き取り、2003年（平成15年）5月1日に「ホテルセントカテリーナ」として再々開業したが[57]、それも2012年（平成24年）8月末で3度目の閉鎖となった[58]。
四国初のシネマコンプレックスとなった「イオンシネマ宇多津」（旧：ワーナー・マイカル・シネマズ宇多津）も併設されており、こちらは2014年（平成26年）3月16日まで延長して営業された。
跡地には、2015年（平成27年）10月24日に「イオンタウン宇多津」が開業[59]。イオンシネマ宇多津はビブレ時代と同一の建物で再開業することになった。

### 九州地方
福岡県
- 天神ビブレ（福岡市、2020年（令和2年）2月11日閉店） - 1976年（昭和51年）11月6日、ニチイ天神店として開店。1982年（昭和57年）3月20日にビブレ1号店としてリニューアルした[7]。福岡市中央区天神1-11-1
福岡市が進める再開発プロジェクト「天神ビッグバン」計画の一環として建て替えが決定した事により閉店した[60]。
2001年（平成13年）2月25日までは別館として「天神ビブレ2」が営業していた[61]。
- 筑紫野ビブレ→VIVRE GENE 筑紫野（福岡県筑紫野市立明寺434-1、2022年（令和4年）1月4日閉店）
2008年（平成20年）12月5日、イオンモール筑紫野内に筑紫野ビブレとして開店[62]。開業当時の面積は4,066㎡[63]。
2015年（平成27年）10月17日、VIVRE GENEに転換したが、2022年（令和4年）1月4日に閉店した[63]。業態転換後は店舗面積は半減したが、「VIVRE GENE」としてはレイクタウンに次いで店舗面積が広かった[63]。

### サティを経てイオンに転換した店舗
マイカルの経営再建策の一環として幅広い客層に対応できる品揃えによる収益改善を図るため食品売場を併設していて主婦や家族連れが中心となっているビブレをサティに業態転換し、2011年（平成23年）3月1日にサティ全店のイオンへの店名変更に伴ってイオンとなった。
神奈川県
- 新百合ヶ丘ビブレ
新百合ヶ丘駅前再開発事業により、1997年（平成9年）8月29日に開業[64]。
大半のフロアを新百合ヶ丘サティに業態転換することになり[15]、2003年（平成15年）11月7日に新装開業[65]。その際に1階から5階までだったのが、2階のみに縮小された。
2011年（平成23年）3月1日、イオン新百合ヶ丘店へ店名変更。2018年（平成30年）にイオン新百合ヶ丘店に吸収され、同年4月27日にイオンスタイル新百合ヶ丘としてリニューアルされた。2016年3月以降も引き続きイオンリテールによって運営されていた。前記のように、ビブレジーン新百合ヶ丘は、かつて新百合ヶ丘ビブレだったイオンスタイル新百合ヶ丘内に出店している。

- 橋本ビブレ（相模原市）
2000年（平成12年）3月4日開店[66]
JR横浜線と相模線、京王相模原線が乗り入れる橋本駅北口市街地再開発事業の核店舗として開業[66]。
マイカル経営破綻後の業態転換第1号店として橋本サティとなった[21]。現在のイオン橋本店。
- 厚木ビブレ（厚木市）については#ダックビブレを参照。

大阪府

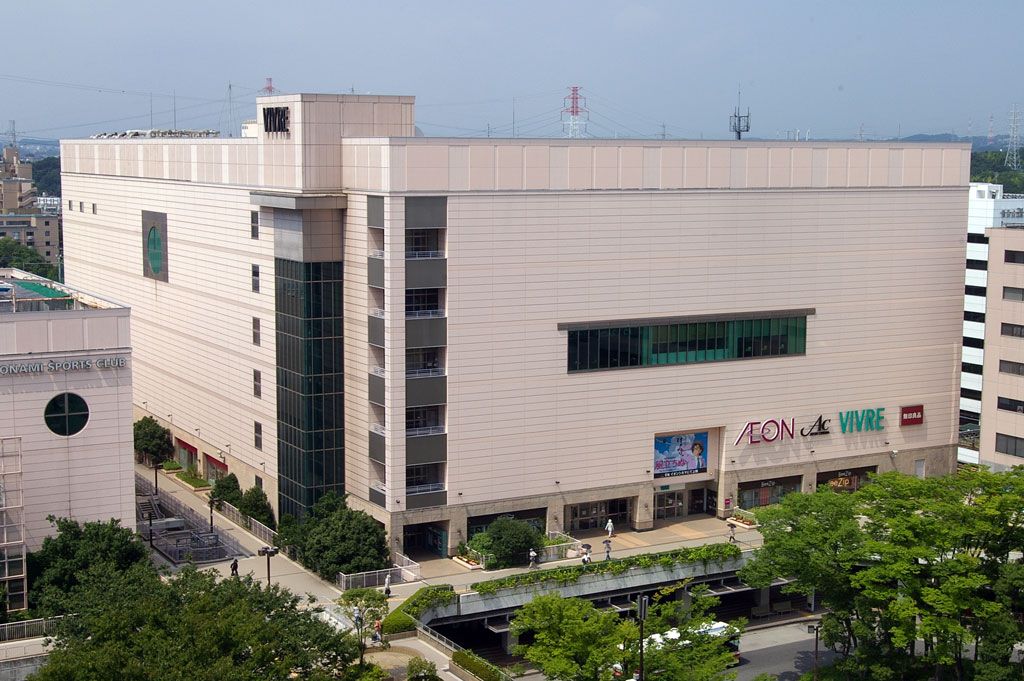
新百合ヶ丘ビブレ
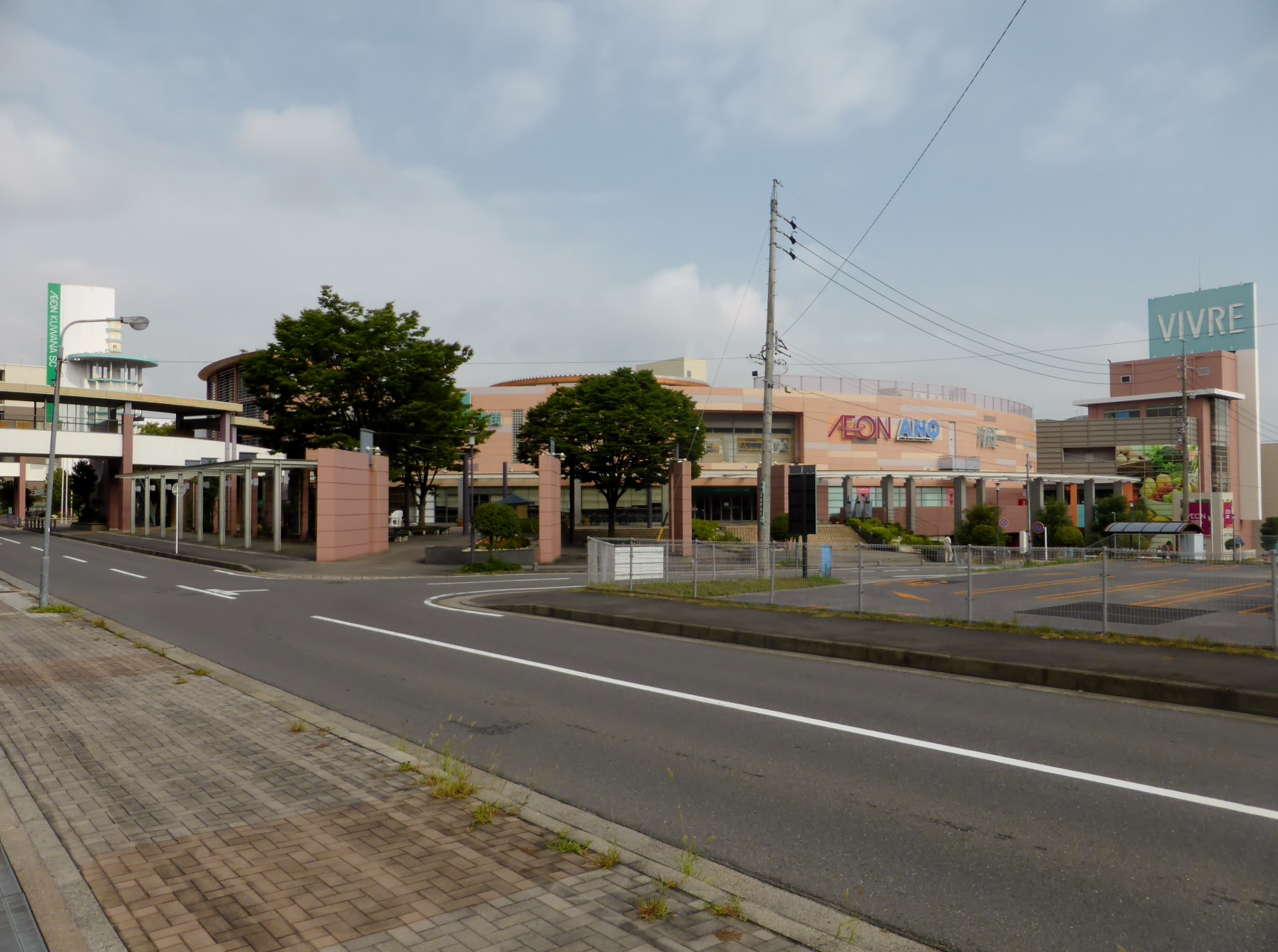
北千里ビブレ（1994年（平成6年）4月開店[21] - 2003年（平成15年）2月27日に北千里サティに業態転換[21]。現在はイオン北千里店）
ディオス北千里の核店舗として出店していた。店舗周辺の狭商圏を対象として総菜や野菜などの食品を充実させるとともに衣料品の商品構成を見直して北千里サティに業態転換した[21]。
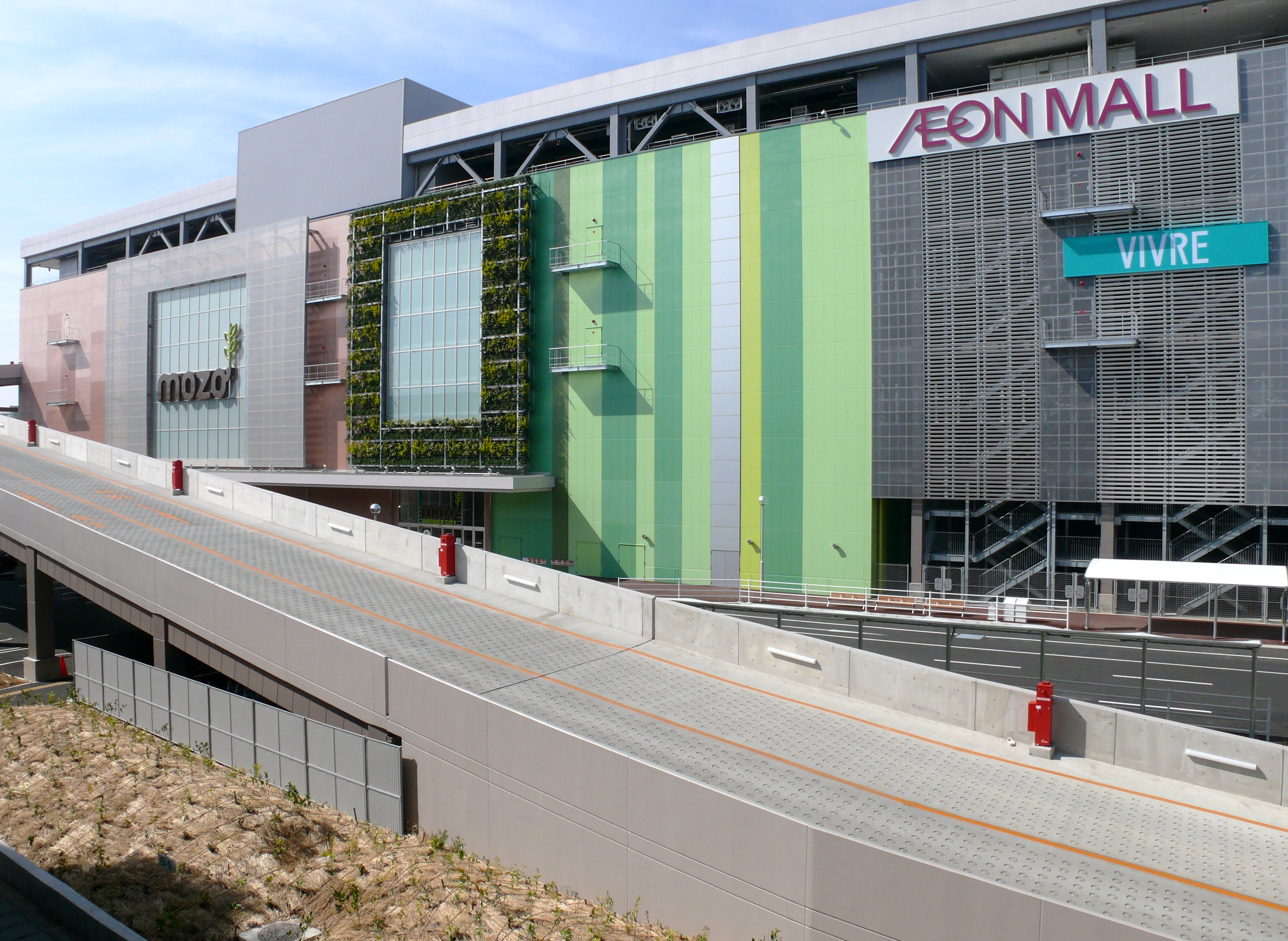
枚方ビブレ（1990年（平成2年）4月開店[67] - 2008年（平成20年）2月27日に枚方サティに業態転換[68]。現在はイオン枚方店）
京阪電気鉄道枚方市駅前の再開発事業で建設されたショッピングセンター「ビオルネ」の核店舗として開業[67]。
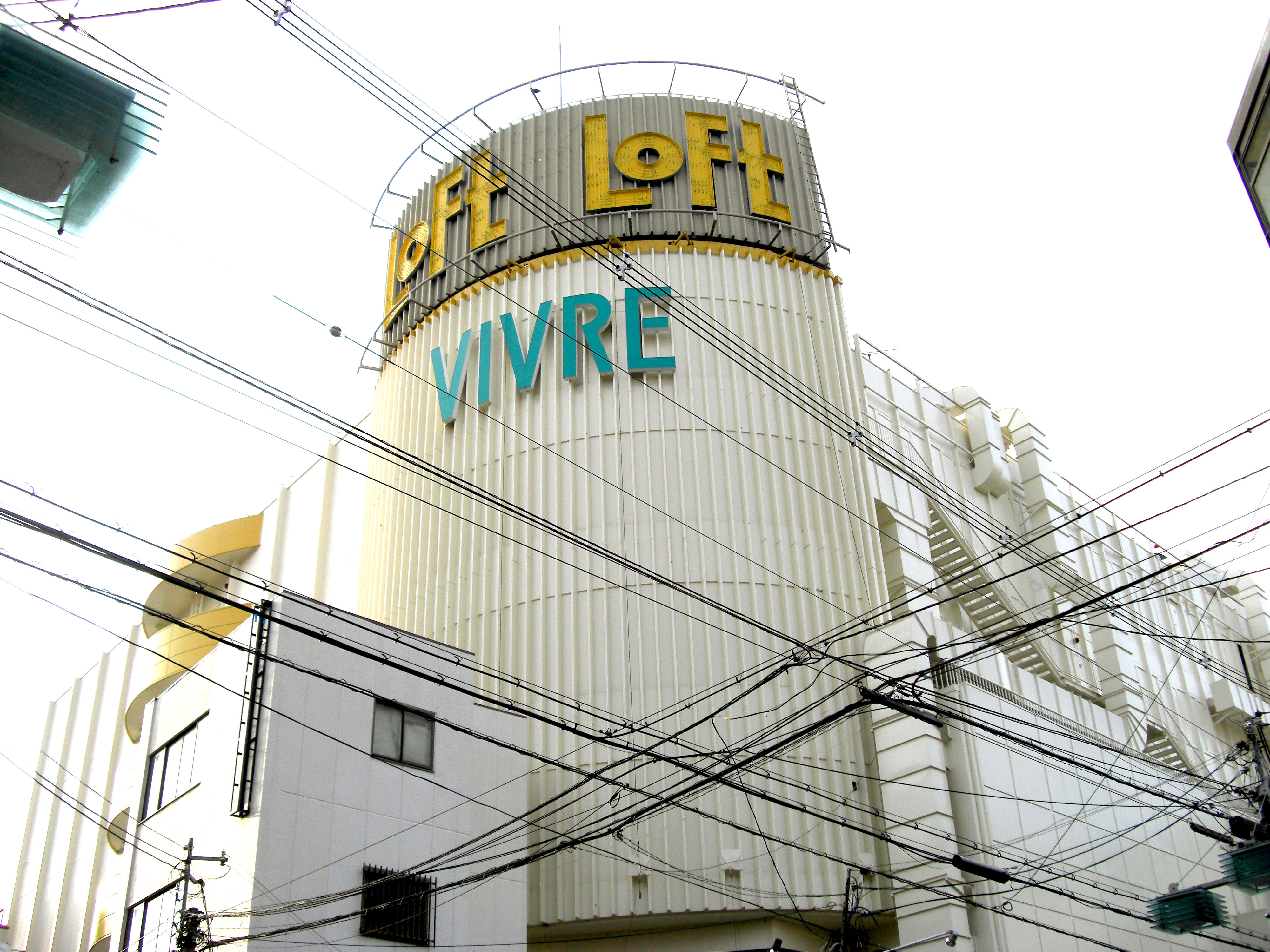
布施ビブレ（東大阪市[69]、1996年（平成8年）3月1日開店[69]、2008年（平成20年）3月28日に布施駅前サティに業態転換[70]。現在はイオン布施駅前店）
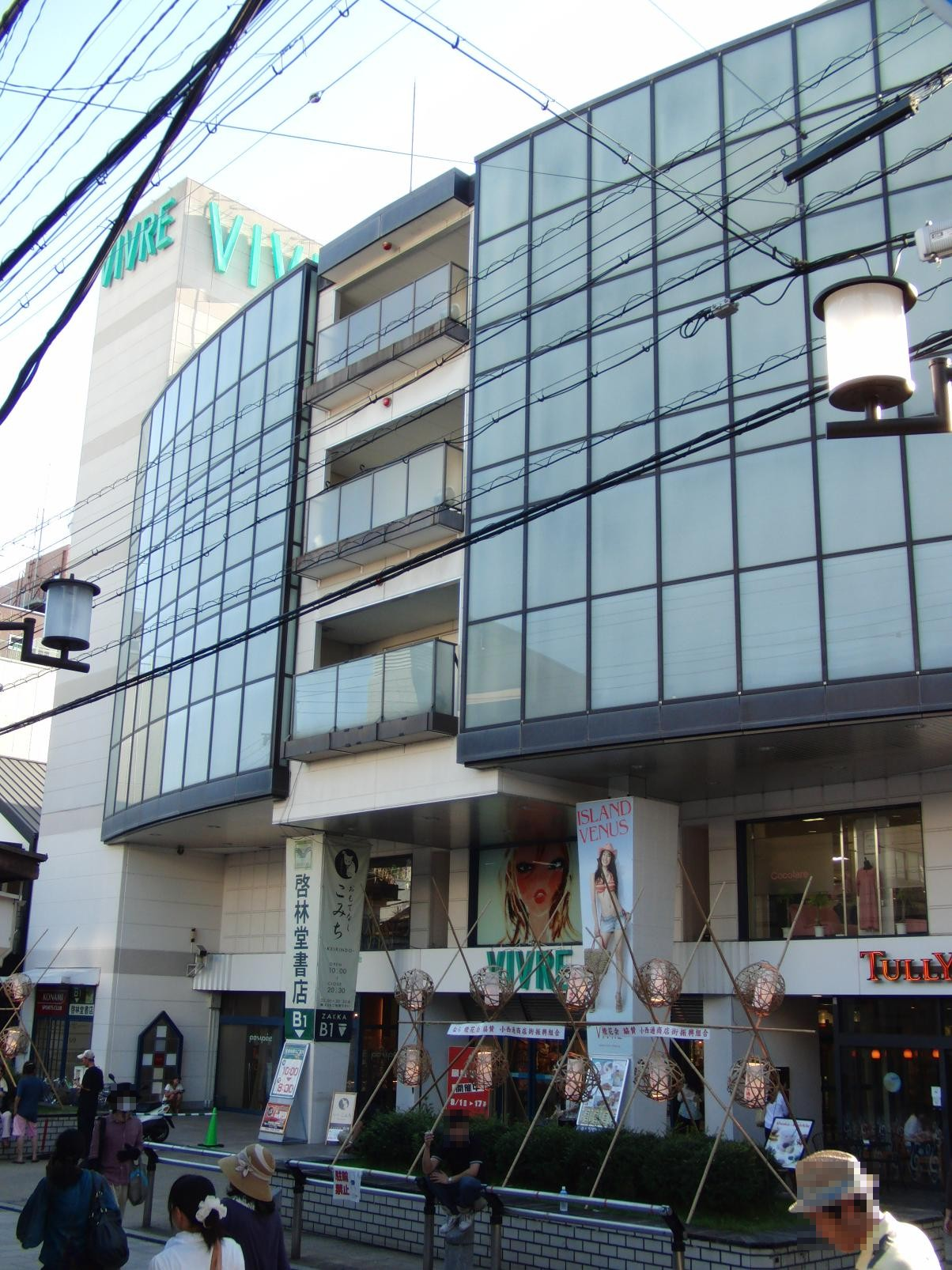
奈良ビブレ
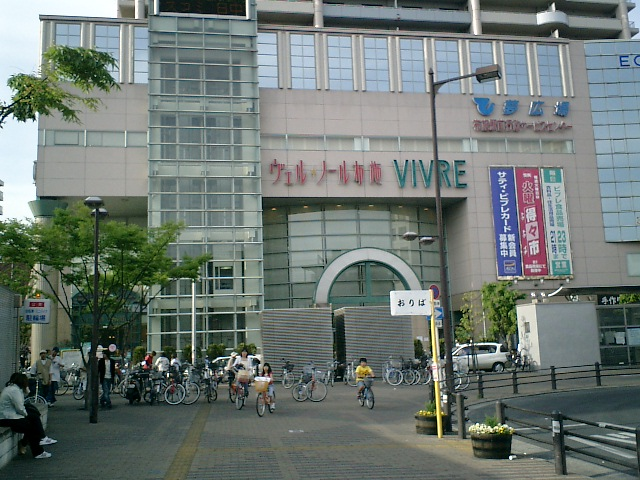
布施ビブレ
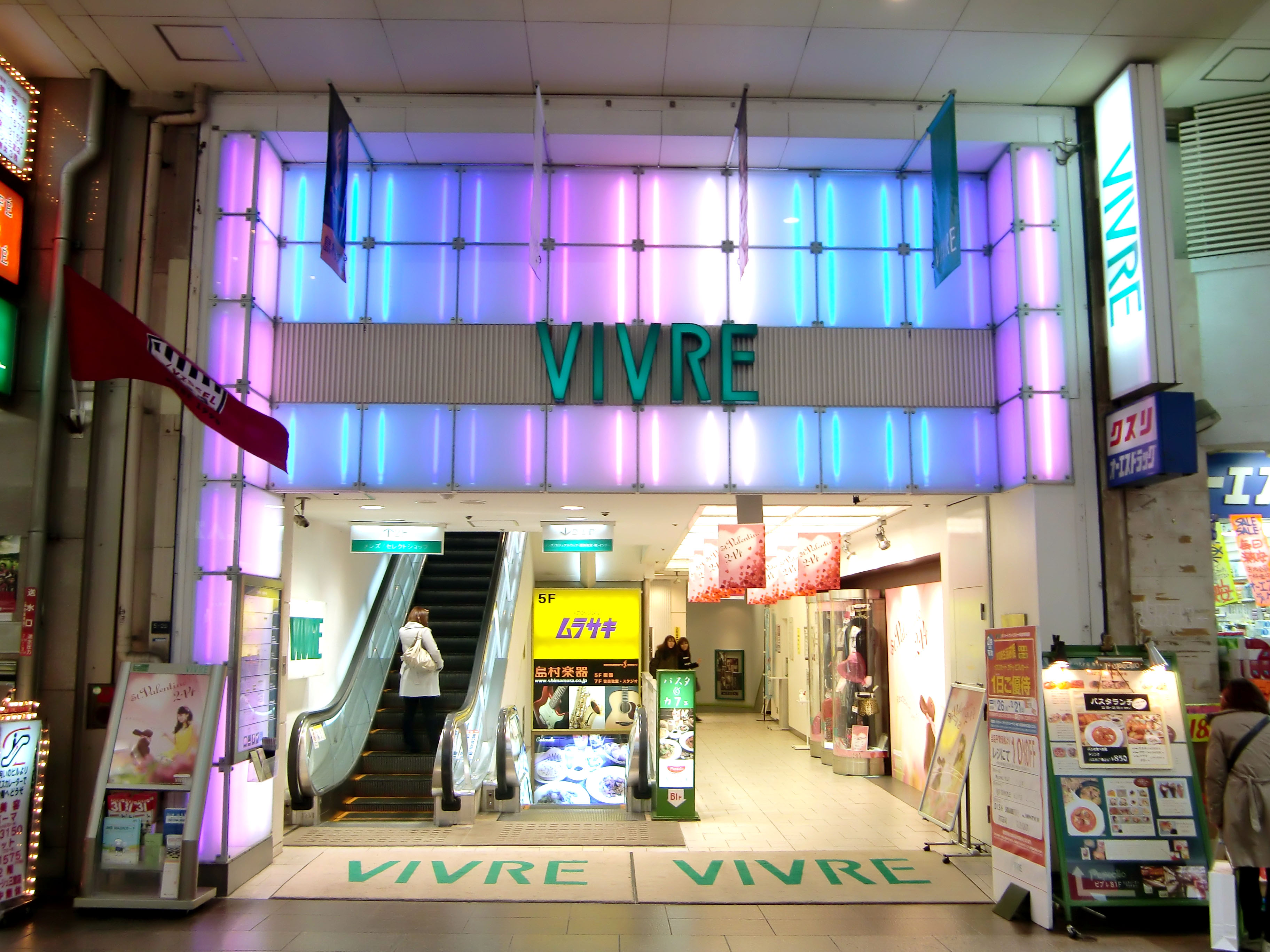
三宮ビブレ
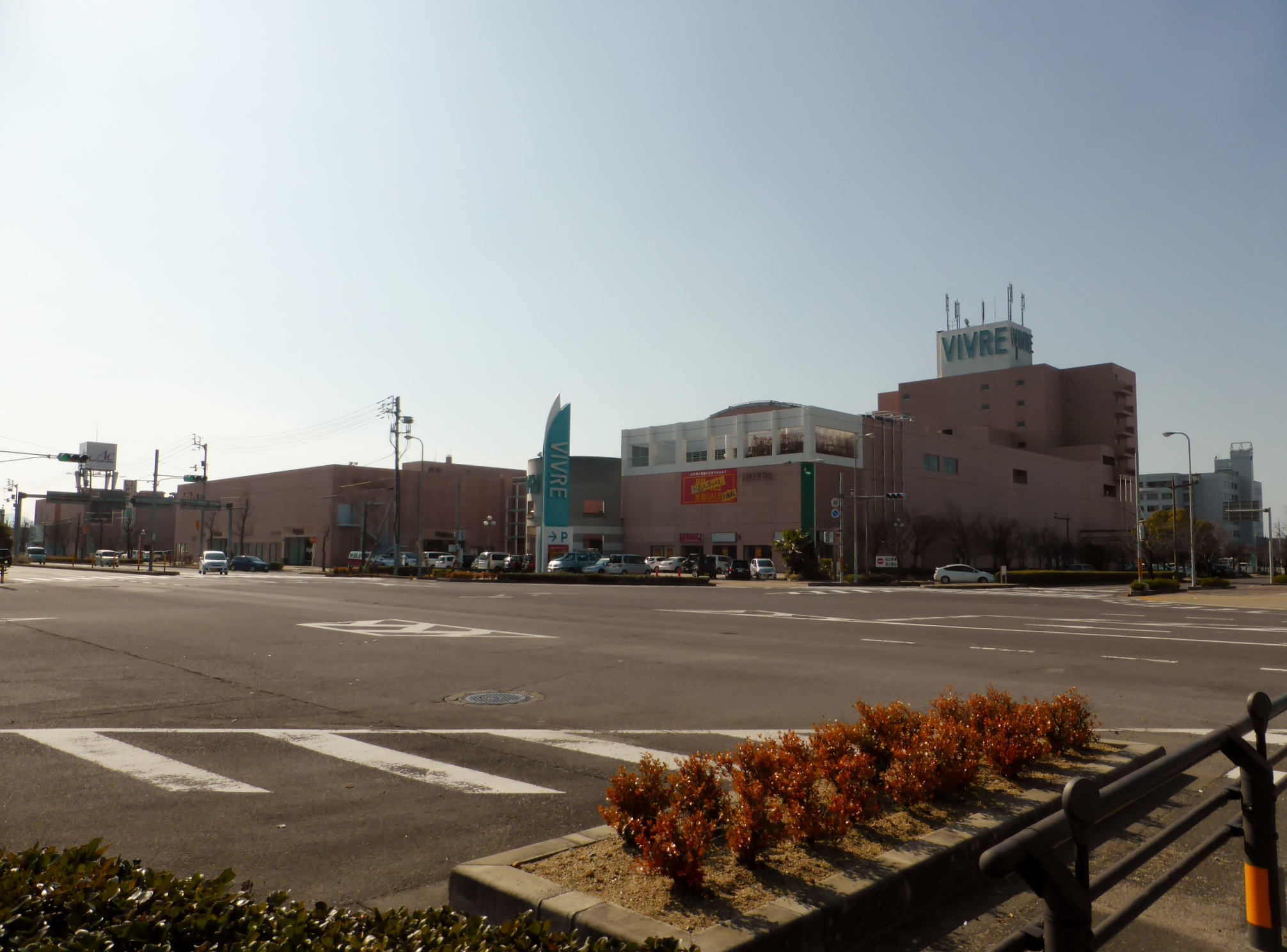
宇多津ビブレ
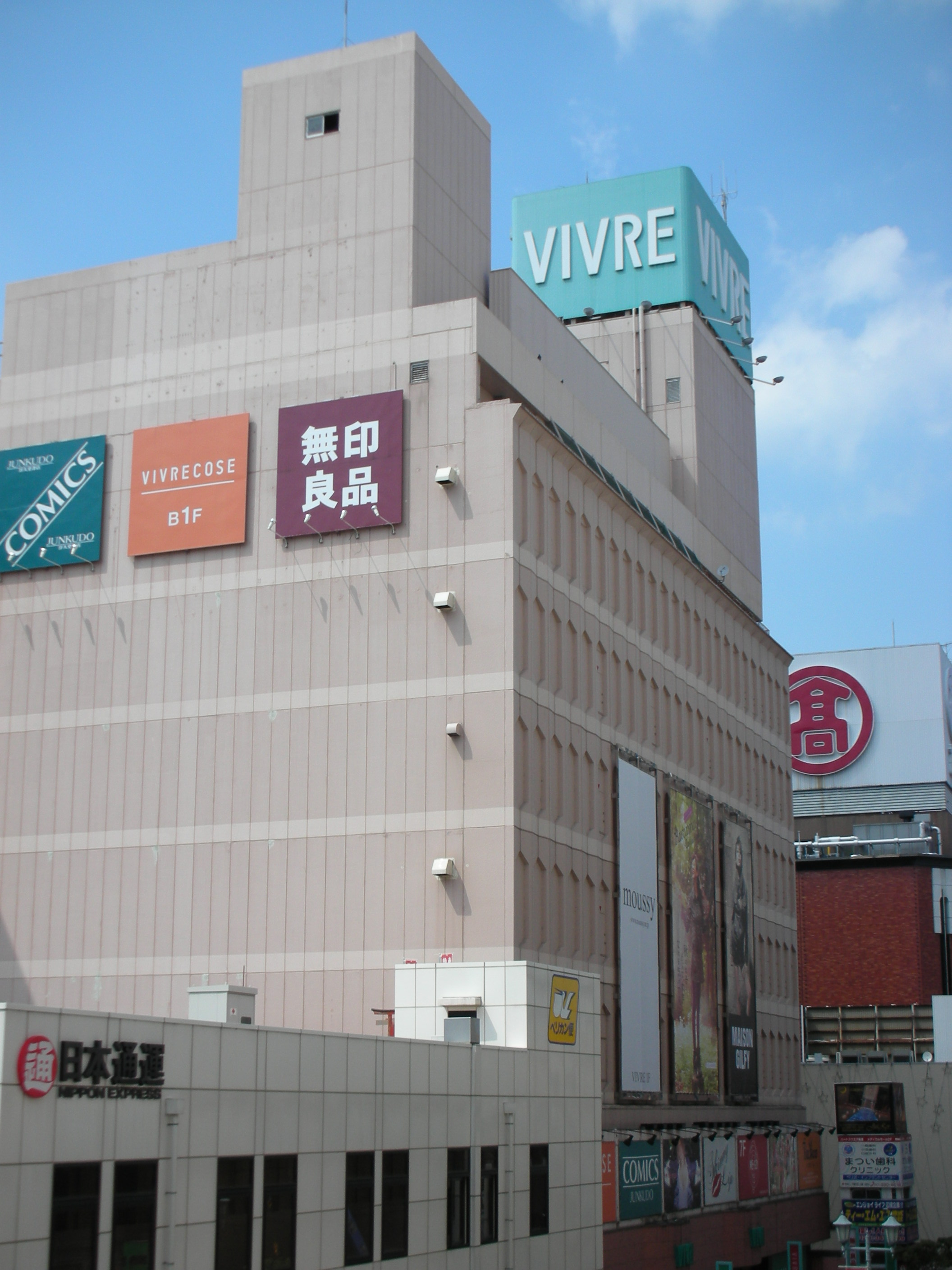
高崎ビブレ
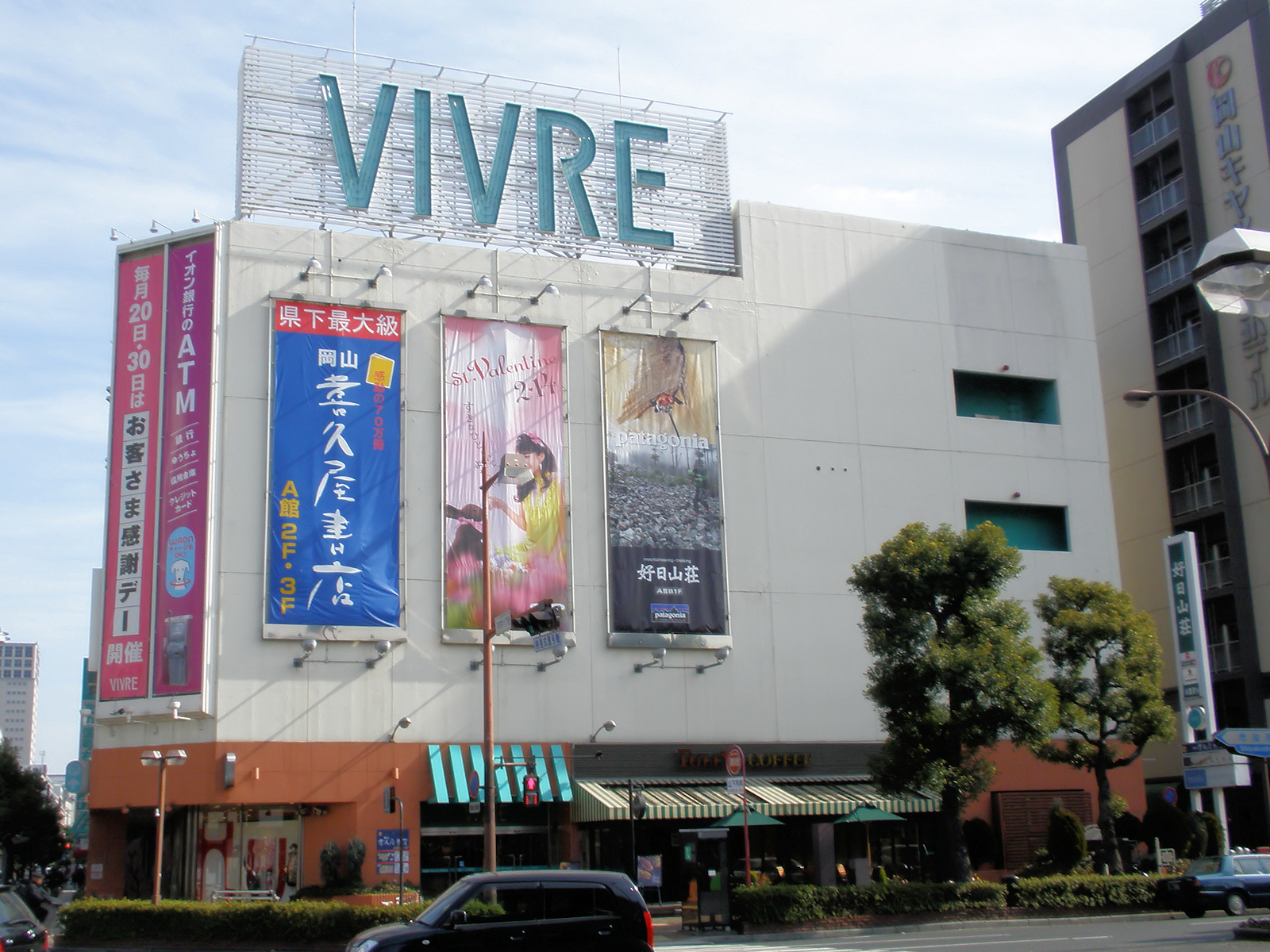
岡山ビブレ
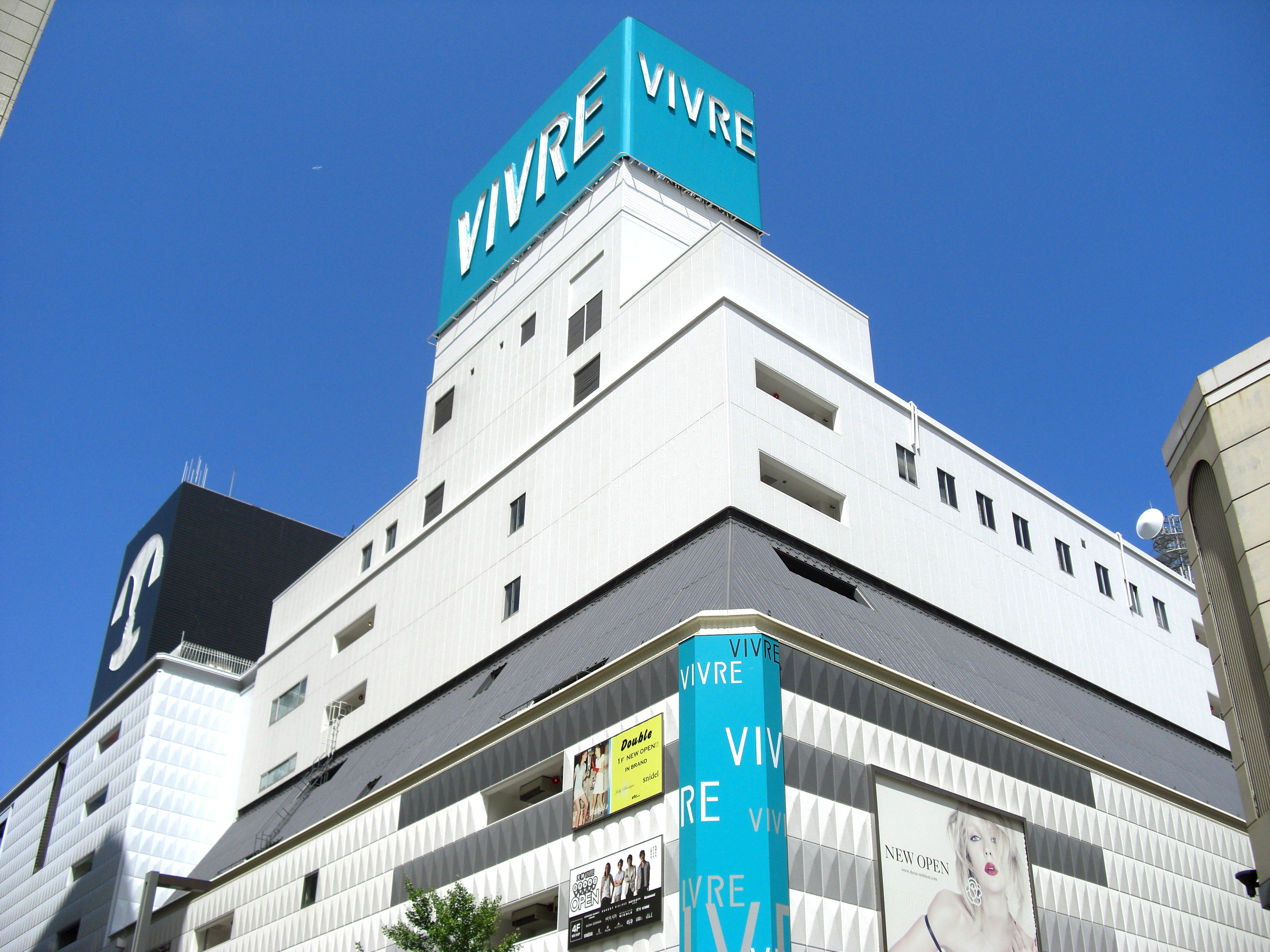
天神ビブレ
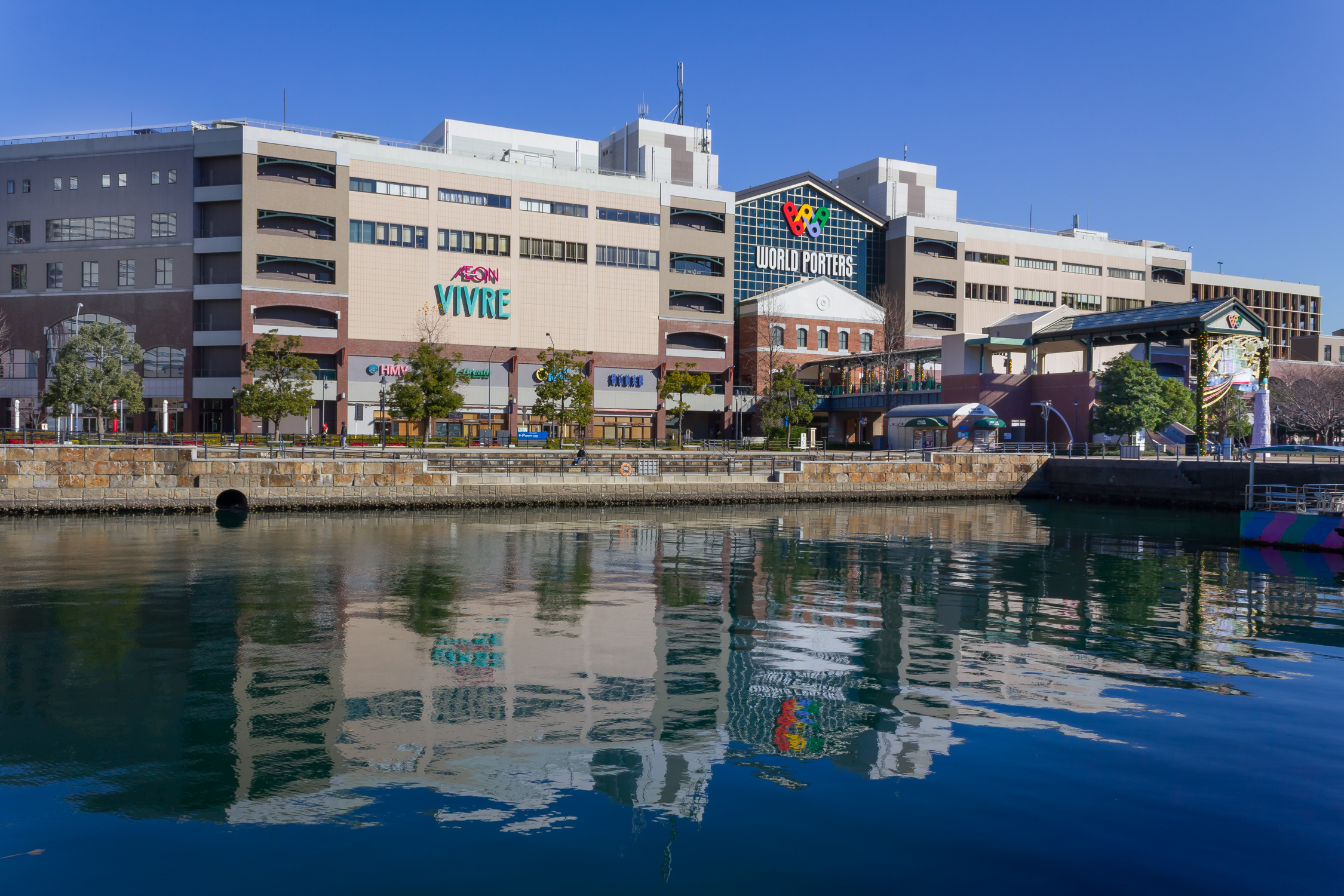
横浜ワールドポーターズビブレ
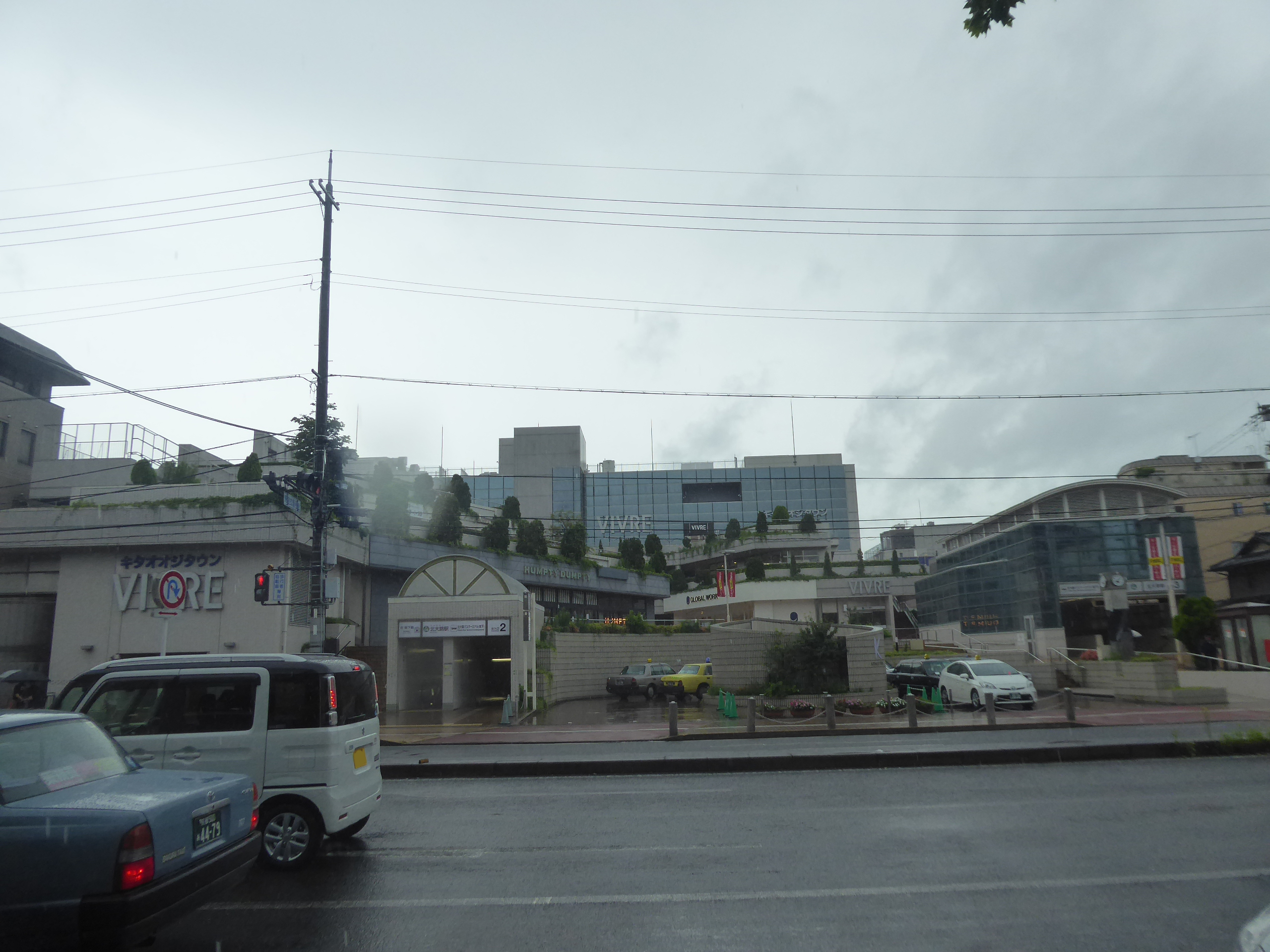
北大路ビブレ
東大阪市の近鉄奈良線・布施駅前の再開発事業の一環として開発された複合施設ヴェル・ノール布施の核店舗として開業[69]。
2008年（平成20年）3月18日に閉店[要出典]。業態転換して「布施駅前サティ」として同年3月28日に新装開業した[70]。（同年3月20日に閉店した「布施サティ」の後継店舗[要出典]）

鳥取県
- 米子ビブレ（元米子サティ（初代） - 米子駅前サティ - イオン米子駅前店）
2001年（平成13年）2月25日に閉店し、同年3月にサティに業態転換した[71]。

### ダックビブレ
地方百貨店をニチイ（後のマイカル）が支援する形で誕生した百貨店連合がダックビブレに社名変更し、ビブレとして展開したもの。
ビブレと称していたものの、日本百貨店協会に加盟する百貨店業態として営業していた。
2001年（平成13年）9月14日に 株式の76.4%を直接保有して間接保有と合わせて83.4%を保有する 親会社のマイカルが民事再生法適用を申請したことに伴い、ダックビブレも東京地方裁判所に民事再生法の適用申請をして事実上破綻した。
2002年（平成14年）2月28日に日本政策投資銀行や取引先の企業約10社などの出資で企業再建ファンドを設立し、資本金をいったん100%減資後にそこから出資を受ける形で再建を目指す方針を発表した。2002年（平成14年）5月に再生計画案が債権者集会で可決されて裁判所から認可を受け、日本政策投資銀行や不動産会社で青森店などの大家である武田（青森市）など15の地元企業・団体が11億7800万円を出資して事業再生に乗り出した。それに伴い「さくら野百貨店」へ屋号を変更し、マイカルグループから独立した独立資本の百貨店として営業することになった。
北海道
- 小樽ビブレ（1999年（平成11年）3月開店[74] → 2002年（平成14年）8月末閉店[14]、現SE-B）
マイカル小樽（現ウイングベイ小樽）1番街に、ダックビブレ（現さくら野百貨店）が出店。しかし、業績不振でマイカル本体に営業譲渡された。北海道唯一のマイカル本体が運営する店舗であったが、マイカルの経営再建の一環で閉鎖された。現在はSE-B（シーヴ）として営業中。

青森県
- 青森ビブレ（青森市新町1丁目13-2[75]、カネ長武田百貨店青森店、1951年（昭和26年）6月開店[75] → 青森ビブレ → さくら野青森店）

- 八戸ビブレ（丸光八戸店、1968年（昭和43年）6月28日開業[76] → 八戸ビブレ → さくら野八戸店）

- 弘前ビブレ（弘前市城東北3丁目[77]、1993年（平成5年）10月1日開店[78] → さくら野弘前店）
1971年（昭和46年）に開店したダックシティカネ長武田百貨店弘前店の後継店舗として[77] 1993年（平成5年）10月1日に移転後、開店[78]。

岩手県
- 北上ビブレ（2000年（平成12年）3月開店[79]、現・さくら野北上店）
当初は盛岡市の百貨店川徳が出店を表明していたが、川徳側の諸事情で北上出店を断念し、その後ダックビブレが出店を表明。北上ツインモールの核店舗となった[79]。

山形県
- 山形ビブレ（1973年（昭和48年）3月3日開店[80]、1994年（平成6年）3月1日業態転換[13]、2000年1月10日閉店[81]、2000年（平成12年）9月中旬から建物の解体工事を行った[82]。）
百貨店連合（ダックシティ）を前身とする百貨店からビブレに転換した店舗が多いダックビブレの店舗の中で、ニチイからダックビブレに営業譲渡された[12] 珍しいケース。

宮城県
- 仙台ビブレ（旧・丸光、1946年（昭和21年）6月1日開店[83]→2017年（平成29年）2月27日 さくら野仙台店 閉店）→現・空き店舗

- 石巻ビブレ（1996年（平成8年）3月開店[84]、さくら野石巻店→2008年（平成20年）4月27日[85]、店舗跡は商業施設「エスタ」[86] と石巻市役所[87] の複合施設）
ダックシティ丸光石巻店の後継店舗として1996年（平成8年）3月にJR石巻駅前に開店[84]。
店舗跡の土地・建物と共に現金2億円を石巻市に寄付し[88]、閉店から約2ヵ月後の2008年（平成20年）6月28日に1階部分がスーパーを含む複合商業施設エスタとして開業した[86]。2010年（平成22年）3月に石巻市役所が移転した。

- 気仙沼ビブレ（旧・丸光、気仙沼市南町[89]、1966年（昭和41年）6月10日開店[83][90]→1995年ダックシティ丸光気仙沼店から気仙沼ビブレに転換→2002年（平成14年）1月10日閉店[91]）
閉店後気仙沼ビブレの元従業員たちを中心として「イコーレ気仙沼」として2002年（平成14年）5月9日に再開業したが[92]、業績不振から2007年（平成19年）5月11日に閉店となった[92]。

福島県
- 福島ビブレ（福島市曾根田町（現：曽根田町）[93]、1998年（平成10年）3月開店[93]、後のさくら野福島店→閉店、現曽根田ショッピングセンター（MAXふくしま））
ダックシティ山田百貨店の後継店舗として開店[93]。2002年（平成14年）10月にさくら野百貨店福島店となったものの[93]、赤字が続いたため[93]2005年（平成17年）3月21日に福島店を閉店となった[94]。
店舗跡には2010年（平成22年）11月25日に曽根田ショッピングセンターMAXふくしまが開業している[95]。

神奈川県
- 厚木ビブレ
1981年（昭和56年）11月6日開店[78]。百貨店連合初の新店舗として開店。
ダックシティ厚木百貨店からビブレ化前後にマイカルへ譲渡、厚木ビブレ、厚木サティを経て、現在はイオン厚木店。

- 新百合ヶ丘ビブレ
- 桑名ビブレ
- 名古屋ワンダーシティビブレ
- 河原町ビブレ
- 奈良ビブレ
- 布施ビブレ
- 三宮ビブレ
- 宇多津ビブレ
- 高崎ビブレ
- 岡山ビブレ
- 天神ビブレ
- 横浜ワールドポーターズビブレ
- 北大路ビブレ